# Suw van Harinxhuysen
De lekenzuster Suw van Harinxhuysen werd volgens het necrologium van de Sint-Adelbertabdij in Egmond-Binnen op 18 november 1123 begraven. Zij had daarvoor  "drie ponden besprooken". Zij zou afkomstig zijn van een Stins in Haringhuizen. Haar vermelding in het necrologium is tevens de eerste keer dat het dorp Haringhuizen opduikt in de geschiedenis.
De romanticus Willem Hofdijk wijdde in 1850 een ballade aan haar, getiteld 'De bedevaart naar Oesden'.

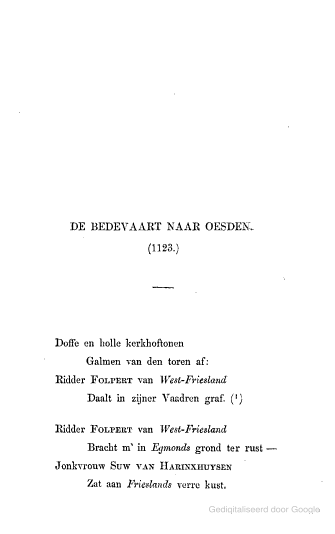
Blad 1
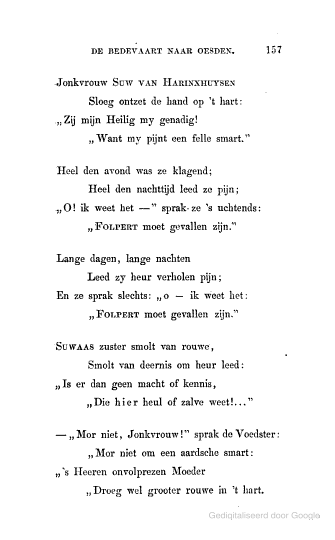
Blad 2
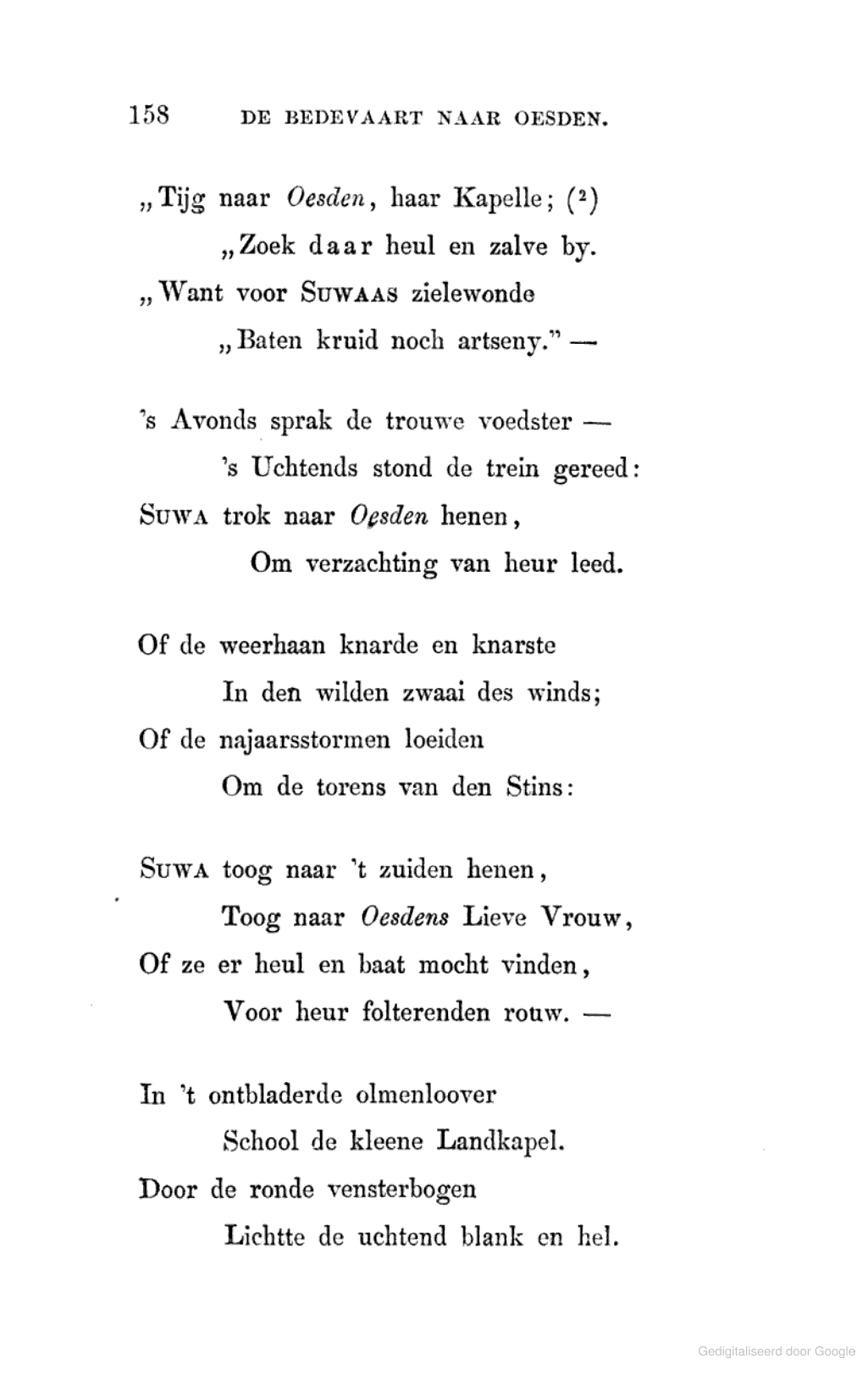
Blad 3
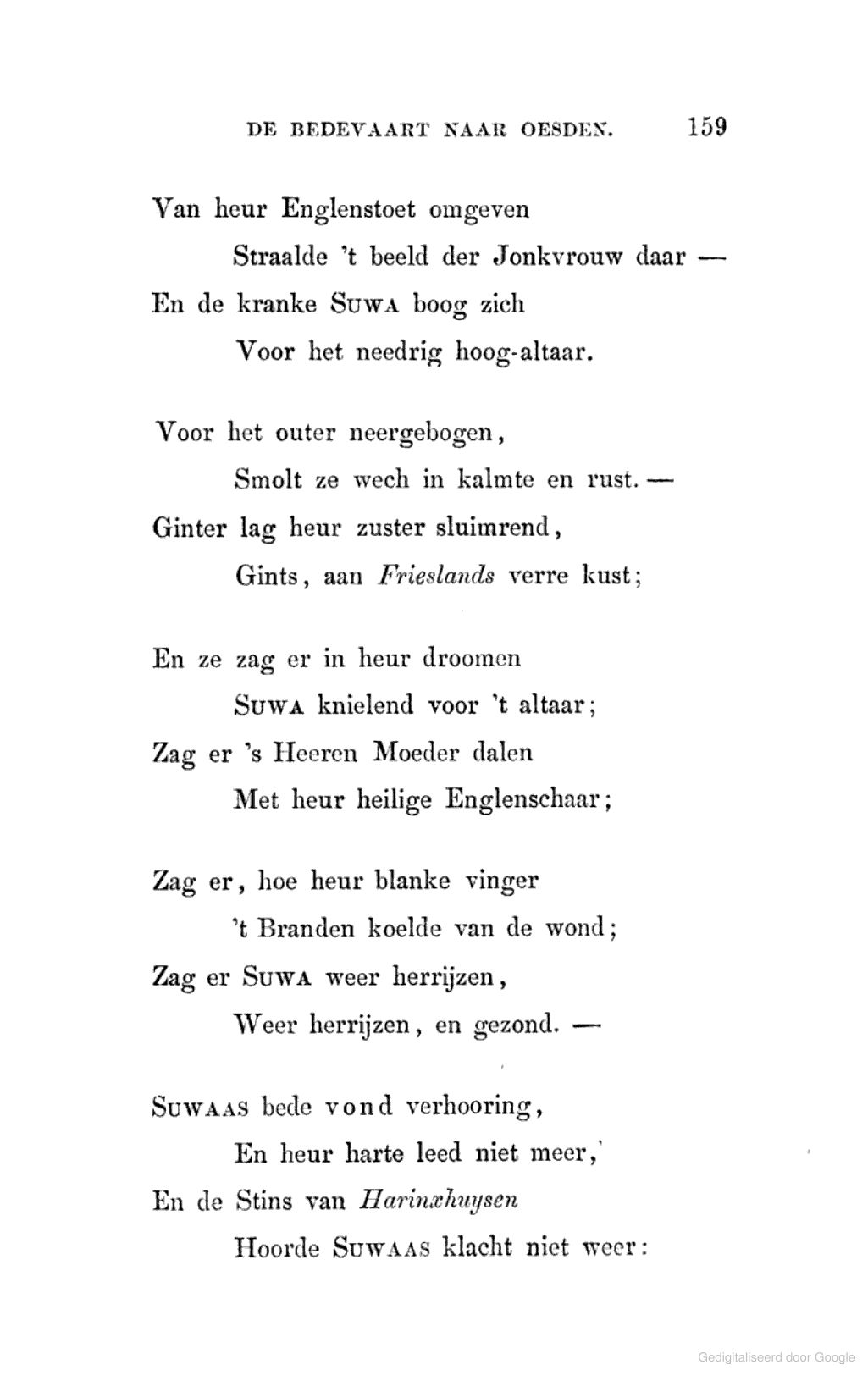
Blad 4
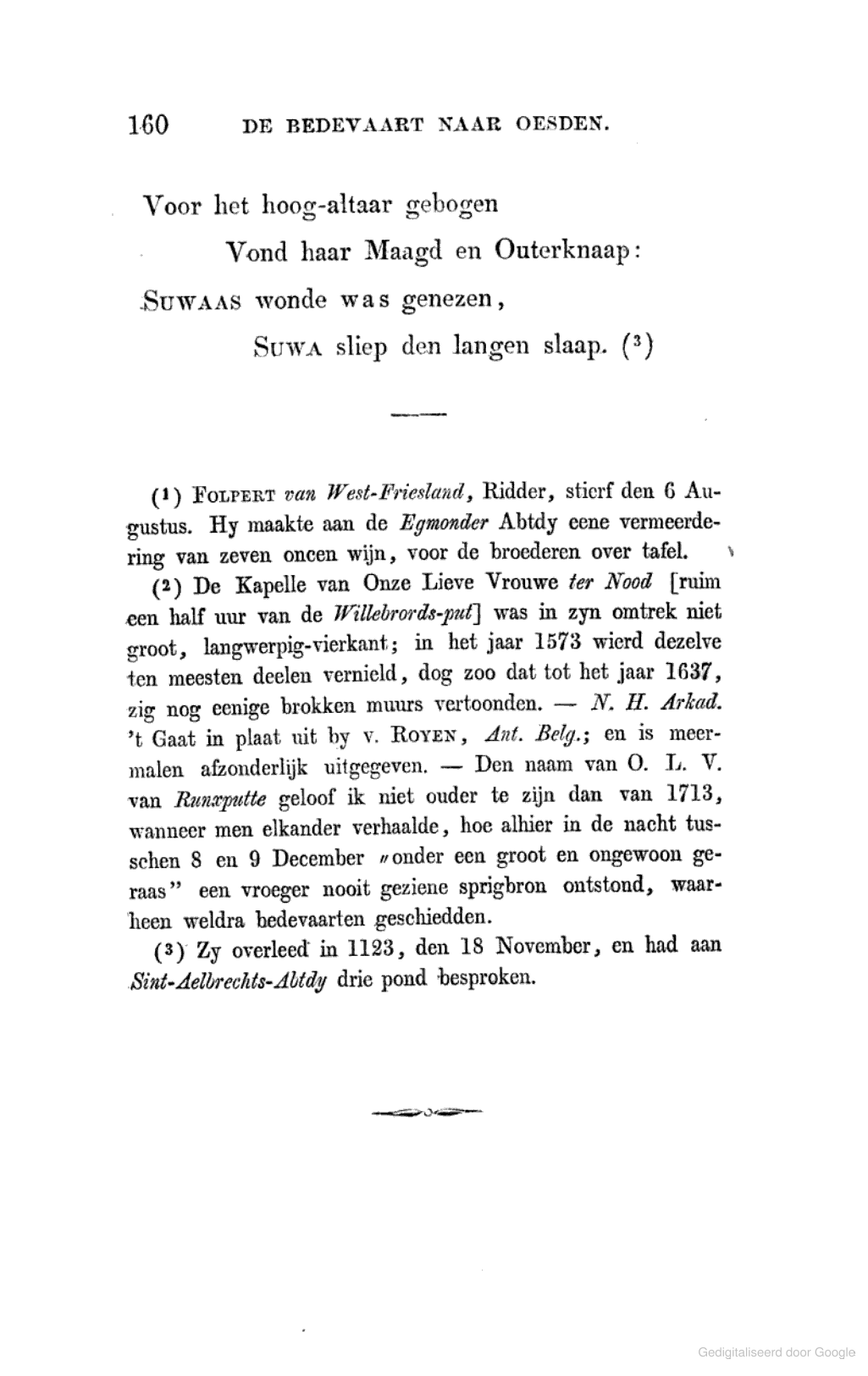
Blad 5